# Contea di Annapolis
La contea di Annapolis è una contea della Nuova Scozia in Canada. Al 2006 contava una popolazione di 21 438 abitanti. Il suo capoluogo è Annapolis Royal.